# ズガベオ
ズガベオ(Sgabeo)は、イタリアのルニジャーナ（現在はリグーリア州とトスカーナ州に分割されたイタリアの歴史的な地域）の典型的な料理である。発酵したパン生地を帯状に切り、揚げて表面に塩を振ったもので、伝統的にはそのまま食べたり、中にチーズやランチョンミートを詰めて食べる。しかし最近では、カスタードやチョコレートを詰めた甘いものも食べられる。